# Elo-rating
|  | Denne artikel omhandler ratingsystemet. Elo kan også henvise til andre artikler, se Elo. |
Elo-rating er en statistisk metode til at afgøre styrkeforskellen på individuelle spillere i to-personers spil; jo højere tallet er, jo større styrke. Det er opkaldt efter metodens opfinder, Arpad Elo, som var en ungarsk-født amerikansk fysikprofessor og skakspiller, som ønskede at forbedre ratingsystemet til at rangordne skakspillere efter deres relative styrke. Elo skrives ofte med store bogstaver, men der er ikke tale om en forkortelse. Ratingsystemet bruges også andre steder end i skakverdenen.

## Elo-ratingens indførelse

### Baggrund
Arpad Elo var skakspiller på højt niveau og aktiv i den amerikanske skakorganisation United States Chess Federation (USCF), fra den blev grundlagt i 1939. På den tid havde man diverse ranglistesystemer i USA og Europa, hvor ingen af dem afspejlede ens turneringsresultater nøjagtigt. Man kunne f.eks. – hvis man mødte tilstrækkelig stærk modstand – rykke op på listen, uanset at man tabte alle sine partier i en turnering. Elo gik derfor på vegne af USCF i gang med at udvikle et system, der baserer sig mere på statistik og sandsynlighed.

### Elo-modellen
Elo gik ud fra, at en skakspillers resultater rent statistisk kan beskrives som en normalfordelt stokastisk variabel. Selv om man i det enkelte parti kan klare sig dårligere eller bedre end normalt, så vil middelværdien kun ændre sig langsomt over tid. En spillers spillestyrke kan derfor udtrykkes gennem den stokastiske variabel. 
Da man kun har ét objektivt mål (sejr, tab eller remis) for udgangen af et parti, er man nødt til at antage, at man ved at vinde har klaret sig bedre end modstanderen, ved at spille remis har klaret sig omtrent lige så godt, og ved at tabe har klaret sig dårligere.
I sin model angav Elo ikke, hvor tæt to spilleres præstation skal være på hinanden, for at det bør ende i en remis. Og selv om han forestillede sig, at der kan være forskel på standardafvigelsen for hver enkelt spiller, opstillede han en forenklet model uden forskelle.
For yderligere at forenkle beregningen opstillede Elo en simpel måde at beregne variablerne på i hans model. Man kan i en tabel aflæse den "forventede score" ud fra to spilleres styrketal. En spillers styrketal justeres således efter det opnåede pointtal i forhold til det forventede i løbet af en turnering.
Disse forenklinger er pga. den tilgængelige regnekraft ikke længere nødvendige, og der er blevet foreslået forskellige ændringer til at bruge mere indviklede statistiske modeller. På den anden side er det en af Elo-ratingmodellens styrker, at man kan beregne sit eget ratingtal efter en turnering alene med en lommeregner.

### Implementering af Elo-rating
USCF tog Elo-ratingsystemet i brug i 1960, og det fik hurtigt ry for at være mere præcist og retfærdigt end det gamle system. I 1970 blev det indført på verdensplan af verdensskakforbundet FIDE.[kilde mangler]
Statistiske analyser viser, at skakresultater ikke følger en normalfordeling, idet lavt ratede spillere har betydeligt lettere ved at score point mod højt ratede, end Elos system angav. Derfor er både USCF og FIDE skiftet til formler, der baserer sig på den logistiske fordeling. Det kaldes dog stadig Elo-rating i begge forbund. 
Mange bruger modellen uden at kalde deres ratingsystem Elo-rating. Det gælder f.eks. nationale ratinglister (bl.a. Dansk Skak Union). Det skyldes, at man skelner mellem den nationale rating og FIDE's internationale rating, som så kaldes Elo-rating. Da man også har ratinglister inden for korrespondanceskak, kan en stærk dansk skakspiller rende rundt med tre forskellige officielle ratingtal: Dansk, Elo- og korrespondance-rating. Desuden er der uofficielle ratingtal på onlineskak osv.

### Elo-rating i praksis

#### Præstationsrating
Præstationsrating udtrykker, hvor godt man klarer sig i en enkelt skakbegivenhed, det være sig en match, en turnering eller et enkelt parti. Ved præstationsrating ser man udelukkende på modstandernes gennemsnitsrating, og den score man har opnået. Præstationsratingen er så den rating, man skulle have haft for at den opnåede score er lig med den forventede score. Man kan sige, at hvis ens præstationsrating er væsentligt over ens normale rating har man haft en god turnering. I nogle åbne turneringer bruger man undervejs spillernes præstationsrating til at seede til runderne. Præstationsrating bruges også til at indplacere en spiller i ratingsystemet.

#### Historisk rating
Der findes flere beregninger af historisk rating, dvs. hvordan ville den og den spillers rating have set ud, hvis man havde haft Elo-rating dengang. Et af systemerne er Chessmetrics Arkiveret 14. april 2006 hos  Wayback Machine, hvor man kan se ranglister over præstationsrating, gennemsnitsrating over tid, efter alder osv.

#### Stormester-titel mv.
I FIDE's titelsystem (Stormester, International Mester, FIDE-mester samt de tilsvarende kvindelige titler) er en række af de krav, der stilles, baseret på rating. F.eks. kræves der normalt 2.500 i rating, før man kan blive stormester, og for at opnå en stormesternorm skal man i en turnering have en præstationsrating på minimum 2.600.5 (afrundes til 2.601).

#### De højeste ratingtal gennem tiden
| Rang      | Rating | Spiller                | Måned og år    | Alder             |
| --------- | ------ | ---------------------- | -------------- | ----------------- |
| 1         | 2882   | Magnus Carlsen         | May 2014       | 23 år, 5 måneder  |
| 2         | 2851   | Garry Kasparov         | July 1999      | 36 år, 2 måneder  |
| 3         | 2844   | Fabiano Caruana        | oktober 2014   | 22 år, 2 måneder  |
| 4         | 2830   | Levon Aronian          | March 2014     | 31 år, 4 måneder  |
| 5         | 2822   | Wesley So              | februar 2017   | 23 år, 3 måneder  |
| 6         | 2820   | Shakhriyar Mamedyarov  | September 2018 | 33 år, 4 måneder  |
| 7         | 2819   | Maxime Vachier-Lagrave | August 2016    | 25 år, 9 måneder  |
| 8 (delt)  | 2817   | Viswanathan Anand      | March 2011     | 41 år, 2 måneder  |
| 8 (delt)  | 2817   | Vladimir Kramnik       | Oktober 2016   | 41 år, 3 måneder  |
| 10 (delt) | 2816   | Veselin Topalov        | July 2015      | 40 år, 3 måneder  |
| 10 (delt) | 2816   | Hikaru Nakamura        | Oktober 2015   | 27 år, 9 måneder  |
| 10 (delt) | 2816   | Ding Liren             | November 2018  | 26 år             |
| 13        | 2810   | Alexander Grischuk     | December 2014  | 31 år, 1 måned    |
| 14        | 2798   | Anish Giri             | Oktober 2015   | 21 år, 3 måneder  |
| 15        | 2793   | Teimour Radjabov       | November 2012  | 25 år, 7 måneder  |
| 16 (delt) | 2788   | Alexander Morozevich   | July 2008      | 30 år, 11 måneder |
| 16 (delt) | 2788   | Sergey Karjakin        | July 2011      | 21 år, 5 måneder  |
| 18        | 2787   | Vassily Ivanchuk       | Oktober 2007   | 38 år, 6 måneder  |
| 19        | 2785   | Bobby Fischer          | April 1972     | 29 år             |
| 20        | 2784   | Ian Nepomniachtchi     | April 2020     | 29 år, 8 måneder  |

## Anden brug af Elo-rating
Mange nationale scrabble- og backgammonforbund bruger et Elo-baseret system.
I andre sammenhænge er det ofte uofficielle lister, der bruger Elo-rating, f.eks. til at rangere fodboldhold osv. Der findes også en officiel rangliste, der bruger Elo, nemlig FIFA's verdensrangliste for kvindelandshold.
En lang række computerspil bruger modificerede varianter af Elo-modellen til at lave ranglister.